# Backhoppning vid olympiska vinterspelen 1980
Backhoppning vid olympiska vinterspelen 1980 i Lake Placid, New York, USA.

## Medaljörer
| Gren                     | Guld                     | Silver                        | Brons                    |
| Normalbacken Detaljer... | Österrike · Toni Innauer | Östtyskland · Manfred Deckert | Inte utdelad             |
| Normalbacken Detaljer... | Österrike · Toni Innauer | Japan · Hirokazu Yagi         | Inte utdelad             |
| Stora backen Detaljer... | Finland · Jouko Törmänen | Österrike · Hubert Neuper     | Finland · Jari Puikkonen |

## Medaljtabell
| Pl. | Nation      | Guld | Silver | Brons | Totalt |
| --- | ----------- | ---- | ------ | ----- | ------ |
| 1   | Österrike   | 1    | 1      | 0     | 2      |
| 2   | Finland     | 1    | 0      | 1     | 2      |
| 3   | Japan       | 0    | 1      | 0     | 1      |
| 3   | Östtyskland | 0    | 1      | 0     | 1      |

## Herrar

### Normalbacke
Tävlingen hölls vid "Intervale Ski Jump Complex" med en K-punkt på 86 meter.
- 17 februari 1980

| Medalj | Deltagare              | Poäng |
| ------ | ---------------------- | ----- |
| Guld   | Toni Innauer (AUT)     | 266,3 |
| Silver | Manfred Deckert (GDR)  | 249,2 |
| Silver | Hirokazu Yagi (JPN)    | 249,2 |
| 4      | Masahiro Akimoto (JPN) | 248,5 |
| 5      | Pentti Kokkonen (FIN)  | 247,6 |
| 6      | Hubert Neuper (AUT)    | 245,5 |
| 7      | Alfred Groyer (AUT)    | 245,3 |
| 8      | Jouko Törmänen (FIN)   | 243,5 |
| 9      | Hansjörg Sumi (SUI)    | 242,6 |
| 10     | Stanisław Bobak (POL)  | 242,2 |

### Stor Backe
Tävlingen hölls vid "Intervale Ski Jump Complex" med en K-punkt på 114 meter.
- 23 februari 1980

| Medalj | Deltagare              | Poäng |
| ------ | ---------------------- | ----- |
| Guld   | Jouko Törmänen (FIN)   | 271,0 |
| Silver | Hubert Neuper (AUT)    | 262,4 |
| Brons  | Jari Puikkonen (FIN)   | 248,5 |
| 4      | Toni Innauer (AUT)     | 245,7 |
| 5      | Armin Kogler (AUT)     | 245,6 |
| 6      | Roger Ruud (NOR)       | 243,0 |
| 7      | Hansjörg Sumi (SUI)    | 242,7 |
| 8      | James Denney (USA)     | 239,1 |
| 9      | Steve Collins (CAN)    | 238,4 |
| 10     | Masahiro Akimoto (JPN) | 234,7 |